# Витіснене покоління
Витіснене покоління, також Постшістдесятники — генерація поетів в українській літературі, найбільша активність яких припадає на сімдесяті роки XX століття. Термін було запропоновано українським письменником Іваном Андрусяком, який, зокрема, спирався на оцінки критика Володимира Моренця.

## Історія терміна та основні ознаки
Поширенню терміна посприяла антологія «Поети витісненого покоління», впорядкована Іваном Андрусяком і видана видавництвом «Ранок» в 2009 році. На думку Івана Андрусяка, поетів Київської школи поезії не слід розглядати ізольовано, оскільки стилістично й тематично вони споріднені з львівськими «підпільними сімдесятниками» (Григорій Чубай), та деякими іншими авторами, яких зазвичай не зараховують до Київської школи (Олег Лишега).
На думку критика Володимира Моренця, поети «витісненого покоління», на відміну від шістдесятників, не вдосконалювали соцреалізм, а творили нову для української літератури поетику. Їхня творчість «прямо кореспондує з домінантами європейської поетичної традиції типу Аполлінера, Еліота, Сен-Жон Перса, Пшибося, Незвала, Неруди».
Такі естетичні настанови офіційна радянська критика зустріла відверто вороже, тож більшість поетів «витісненого покоління» десятиліттями не мали змоги надрукувати свої твори навіть у районних газетах. Яскраві дебюти цих поетів не вийшли за межі поодиноких журнальних і газетних публікацій. Лише Тарас Мельничук встиг був видати першу книжку. Наклад першої книжки Василя Голобородька, внаслідок втручання радянської цензури, було знищено.Фактично творчість цього покоління відбувалася підпільно, в умовах «внутрішньої еміграції».
Термін «витіснене покоління», на думку Івана Андрусяка, є значно переконливіший за термін «постшістдесятники», який досі іноді вживається. Некоректність терміна «постшістдесятники», на його думку, полягає в тому, що поети «витісненого покоління» не були продовжувачами шістдесятників, а створили новий формально-естетичний напрямок в українській поезії.
Недоречно зараховувати цих письменників і до вісімдесятників. Адже хоча їхні поетичні збірки справді з'явилися у 80-х роках минулого століття, писалися вони в семидесятих, й лише через заборону друкуватися у той час з'явилися на десятиліття пізніше.
На думку Івана Андрусяка, типовими рисами поетів «витісненого покоління» були «глибинні безсвідомі рефлексії, найтонші емоційні порухи, гра нервів, мінімізовані спостереження».

## Основні представники
- Тарас Мельничук
- Василь Голобородько
- Микола Воробйов
- Віктор Кордун
- Михайло Григорів
- Василь Рубан
- Григорій Чубай
- Олег Лишега
- Станіслав Вишенський

## Джерело
- Іван Андрусяк: Про птахів «затиснутих дощами», або що існує у «проміжку між травами» в Поети «витісненого покоління», упорядкування і перемова Івана Андрусяка. — Харків: видавництво «Ранок», 2009. — с. 3-39.